# Flickornas monobob i bob vid olympiska vinterspelen för ungdomar 2020
Flickornas monobob i bob vid olympiska vinterspelen för ungdomar 2020 hölls på St. Moritz-Celerina Olympic Bobrun den 19 januari 2020.

## Resultat
Tävlingen startade med första åket klockan 12:00 och fortsatte med andra åket klockan 13:15.
| Pl. | Nr | Namn               | Nation           | Tid 1   | Pl. 1 | Tid 2   | Pl. 2 | Totalt  | Skillnad |
| --- | -- | ------------------ | ---------------- | ------- | ----- | ------- | ----- | ------- | -------- |
| 1   | 5  | Georgeta Popescu   | Rumänien         | 1.13,44 | 1     | 1.13,40 | 1     | 2.26,84 |          |
| 2   | 1  | Viktória Čerňanská | Slovakien        | 1.13,83 | 3     | 1.13,52 | 2     | 2.27,35 | +0,51    |
| 3   | 7  | Celine Harms       | Tyskland         | 1.13,68 | 2     | 1.13,68 | 3     | 2.27,36 | +0,52    |
| 4   | 8  | Maja Wagner        | Tyskland         | 1.13,87 | 4     | 1.13,80 | 4     | 2.27,67 | +0,83    |
| 5   | 2  | Camila Copain      | Frankrike        | 1.14,23 | 5     | 1.13,87 | 5     | 2.28,10 | +1,26    |
| 6   | 11 | Emily Kilburn      | Schweiz          | 1.14,66 | 6     | 1.14,14 | 6     | 2.28,80 | +1,96    |
| 7   | 17 | Loreta Beķerniece  | Lettland         | 1.14,95 | 8     | 1.14,65 | 8     | 2.29,60 | +2,76    |
| 8   | 16 | Simone Zanghellini | Liechtenstein    | 1.15,00 | 9     | 1.14,64 | 7     | 2.29,64 | +2,80    |
| 9   | 6  | Joo Hyeong-won     | Sydkorea         | 1.15,25 | 12    | 1.14,73 | 9     | 2.29,98 | +3,14    |
| 10  | 12 | Emma Sofie Brumoen | Norge            | 1.14,83 | 7     | 1.15,24 | 12    | 2.30,07 | +3,23    |
| 11  | 13 | Sara Snyder        | Schweiz          | 1.15,14 | 10    | 1.14,94 | 11    | 2.30,08 | +3,24    |
| 12  | 15 | Charlotte Longden  | Storbritannien   | 1.15,45 | 13    | 1.14,75 | 10    | 2.30,20 | +3,36    |
| 13  | 14 | Antonia Sârbu      | Rumänien         | 1.15,20 | 11    | 1.15,51 | 13    | 2.30,71 | +3,87    |
| 14  | 3  | Maddy Cohen        | USA              | 1.16,06 | 15    | 1.15,91 | 15    | 2.31,97 | +5,13    |
| 15  | 10 | Maude Crossland    | Colombia         | 1.15,89 | 14    | 1.16,26 | 16    | 2.32,15 | +5,31    |
| 16  | 18 | Elvira Moiseenko   | Ryssland         | 1.16,23 | 16    | 1.16,38 | 17    | 2.32,61 | +5,77    |
| 17  | 9  | Emma Johnsen       | Kanada           | 1.16,88 | 17    | 1.15,75 | 14    | 2.32,63 | +5,79    |
| 18  | 4  | Lin Yu-hsin        | Kinesiska Taipei | 1.16,98 | 18    | 1.16,49 | 18    | 2.33,47 | +6,63    |